# Mucuna macroceratides
Mucuna macroceratides là một loài thực vật có hoa trong họ Đậu. Loài này được (Raddi) DC. miêu tả khoa học đầu tiên.